# Жемайтская хоругвь
Жема́йтская хору́гвь (Хоругвь Жемайтского староства, пол. Chorągiew żmudzka) — геральдическое знамя шляхетского ополчения Жемайтского староства Великого княжества Литовского во время посполитого рушения.

## Описание
Белое полотнище с двумя косицами имеющее на лицевой стороне Погоню — герб Великого княжества Литовского на красном щите, а на другой — восстающего чёрного медведя в серебряном (белом) ошейнике  на красном щите — герб Жемайтского княжества (староства).
Погоня в гербовнике Каспера Несецкого (1728 г.) описывается следующим образом:

В красном поле преследующий вооруженный всадник в шишаке на белом скачущем коне, седло на коне и попоне красные, попона с тремя концами и золотой бахромой свисает до конских копыт; в правой руке всадника обнажённый меч, поднятый вверх, словно для нанесения удара; а на левом плече его щит, с двойным золотым крестом.
Оригинальный текст (пол.)
Mąż zbrojay w szyszaku na białym koniu, do biegu niby zapędzonym, siodło na nim i czaprak czerwony, aż do kopyt końskich rozwlekły, z trojaką złotą frandzłą, w polu także czerwonym; w prawej ręce miecz goły wyniesiony w górę, jakby do cięcia trzyma; w lewej zaś, czyli raczej na barku jego tarcza, ze dwiema krzyżami złotemi w jeden spojonemi.

Б. Кёне уточняет, что в это время щит всадника имел красный цвет.

## История
Согласно реформе 1565—1566 годов воеводства стали и военными округами, которые формировали территориальное военное подразделение — часть войска, «при коей состоит хоругвь (знамя) или значок».
Для того чтобы отличать их от хоругвий Польского Королевства и ясно указывать на принадлежность воеводств к Великому княжеству Литовскому, Статутом 1566 года  было установлено, что все воеводства ВКЛ на лицевой стороне хоругвий имеют великокняжеский герб «Погоню».
Александр Гваньини сообщает, что у воеводства на белом знамени с двумя косицами обычно изображён герб Великого княжества Литовского Погоня на красном щите.
Марцин Бельский своей «Хроники польской» (1597) и Бартош Папроцкий в своей книге «Гербы польского рыцарства» (1584) сообщают, что на одной стороне хоругви изображена Погоня, а на другой стороне — вздыбленный чёрный медведь в белом ошейнике, в красном щите, как символ своей земли. Аналогичное описание флага в XVIII веке повторил Каспер Несецкий.
Возникновение герба Жемайтского княжества (староства) связывают с древней легендой: одно из римских племён, поселившихся в Литве носило имя Урсинаи (от лат. ursus — «медведь»).
Характерной чертой было обозначение поветового или воеводского герба вместе с территориальным названием хоругви. Сохранилась центральная часть Трокской хоругви времён русско-польской войны 1609—1618 годов, на которой указано имя короля Польского и Великого князя Литовского Сигизмунда III: Sigismundus III Dei gratia rex Poloniae magnus dux Lithuaniae.
На основе флага староства в 1994 году Эдмундасом Римшей (лит. Edmundas Rimša) создан флаг исторического региона Жемайтия: белое полотнище с двумя косицами, имеющее узкую красную кайму и полный герб Жемайтии.

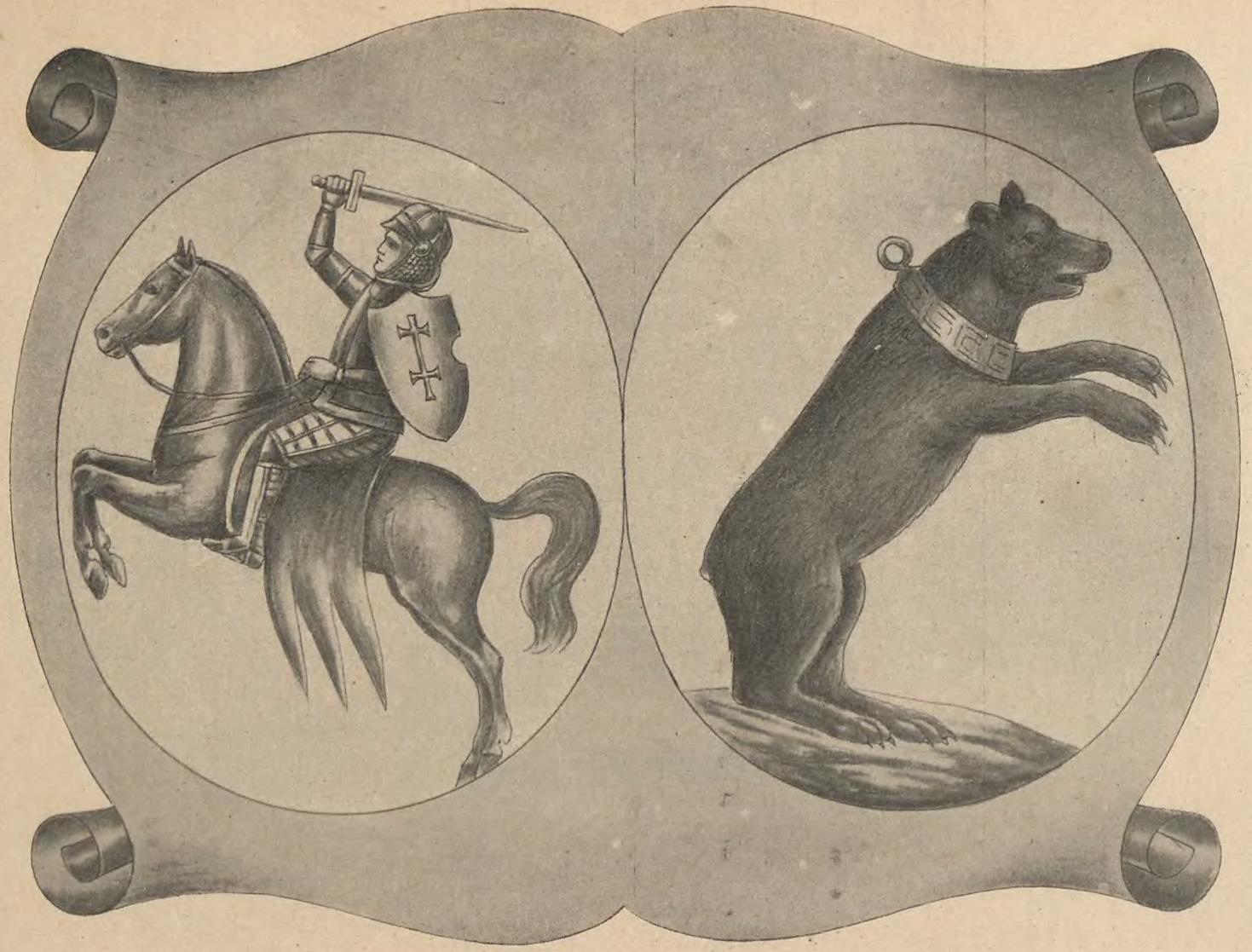
Герб Жемайтского староства
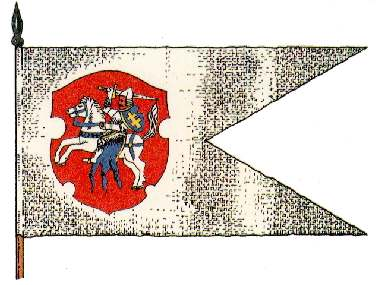
Реконструкция лицевой стороны Жемайтской хоругви с сайта zemaitiuzeme.lt
Реконструкция Жемайтской хоругви с сайта zemaitiuzeme.lt[1]
Флаг исторического региона Жемайтия. 1994 г.